# Republic Square
Republic Square (in maltese: Misraħ ir-Repubblika) è una piazza del centro di La Valletta.
La piazza era originariamente chiamata Piazza Tesoreria o Piazza dei Cavalieri, poiché vi si trovava il tesoro dell'Ordine di San Giovanni ma, dopo che nel XIX secolo vi fu installata una statua della regina Vittoria, divenne nota come Queen's Square o Piazza Regina. Anche se il suo nome ufficiale è Republic Square, è ancora comunemente indicata come Piazza Regina.

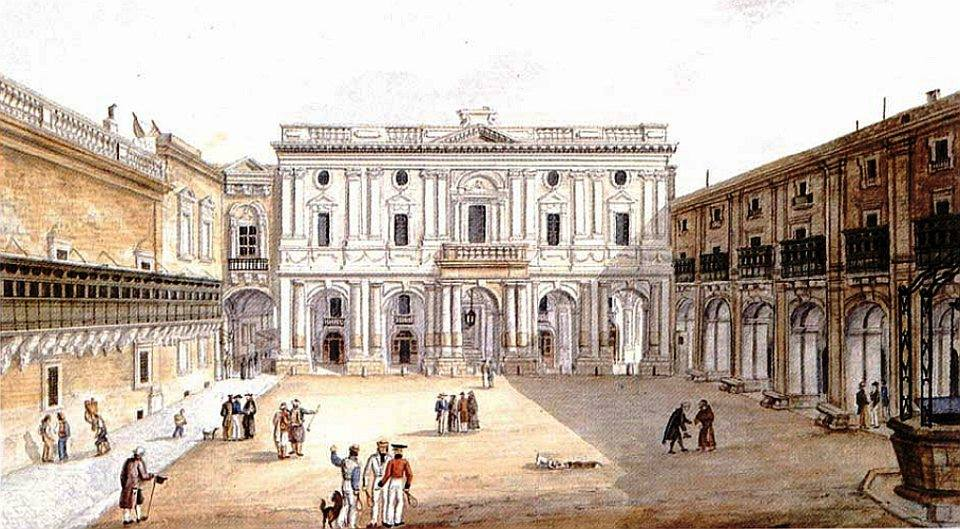
Piazza Tesoreria senza monumenti, acquerello di Charles de Brocktorff (prima del 1850)

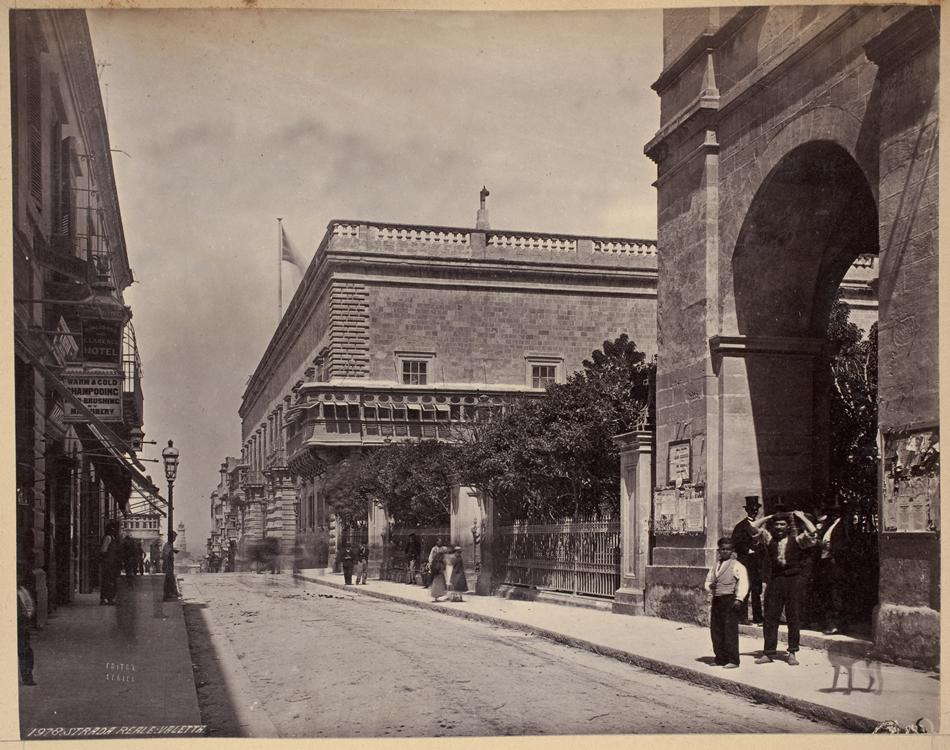
Piazza Tesoreria quando era un frutteto chiuso durante il Governatorato di John Le Marchant; foto di Francis Frith

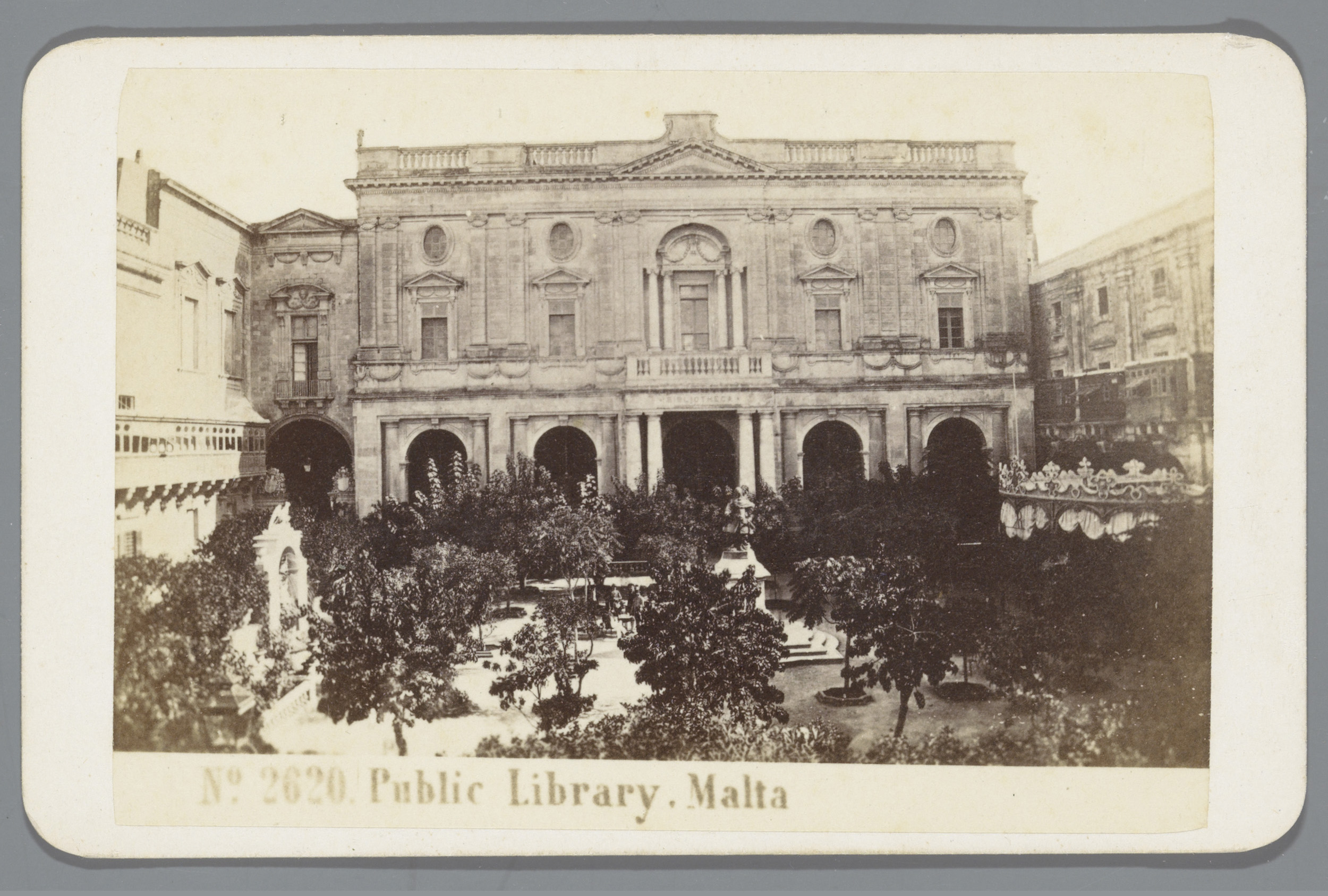
Piazza Tesoreria con la statua di Vilhena e il frutteto, come raffigurato in una foto ottocentesca di Giorgio Sommer

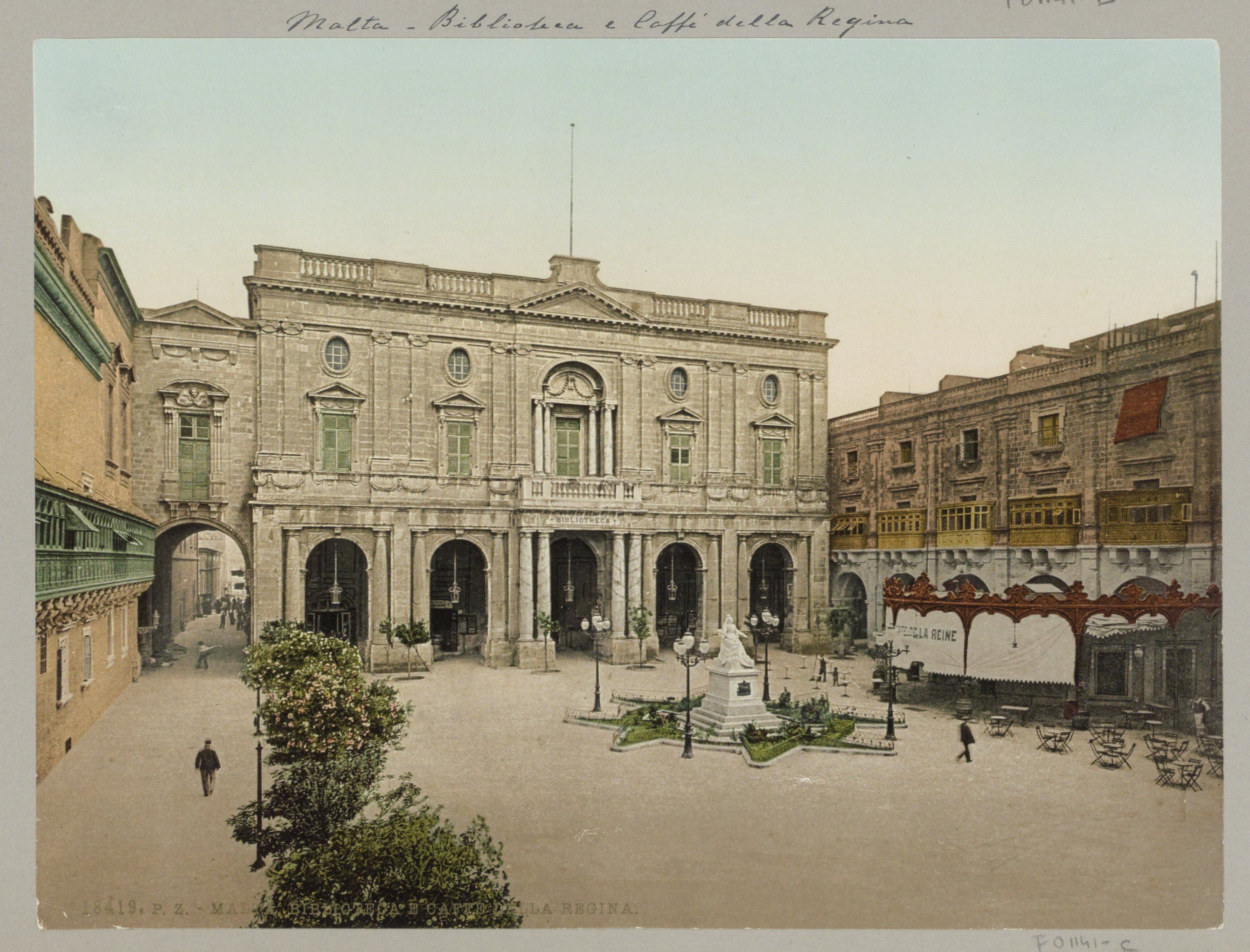
Piazza Regina con la statua della Regina Vittoria, come raffigurata in una stampa fotocromatica dei primi del '900

Originariamente il sito era una piazza ma, durante il periodo britannico il governatore John Le Marchant recintò lo spazio per creare un frutteto ad accesso esclusivo degli inglesi. Successivamente Le Marchant vi spostò la statua del Gran Maestro Manoel de Vilhena da Fort Manoel, che fu poi trasferita nel 1887 a Floriana e sostituita da una della regina Vittoria in commemorazione del suo giubileo d'oro.
La parte nord-ovest della piazza è costituita da un grande edificio, originariamente noto come Casa del Commun Tesoro, che ospitava i conti, i contratti e i registri del tesoro dell'Ordine di San Giovanni. Nell'edificio venne aperto il primo ufficio postale di Malta nel 1708 e successivamente ha ospitato uffici governativi, un albergo e un cinema. L'edificio è stato danneggiato durante la seconda guerra mondiale e, dopo il restauro, ospita il Casino Maltese, alcuni caffè e negozi.
Il lato sud-est della piazza, di fronte alla Casa del Commun Tesoro, ospita la Biblioteca Nazionale di Malta. L'edificio fu commissionato quando si resero necessari locali più ampi per la biblioteca dell'Ordine e fu progettato dall'architetto italo-polacco Stefano Ittar e completato nel 1796. A causa dell'occupazione francese di Malta, la biblioteca non venne aperta fino a quando Malta non divenne un protettorato britannico. Fu ufficialmente inaugurata nel 1812 dal Commissario civile Sir Hildebrand Oakes ed è tuttora in funzione.
Il lato nord-est della piazza fa parte del Palazzo del Gran Maestro, mentre il lato sud-ovest ospita una galleria di negozi. Lo spazio aperto della piazza è invece utilizzato da caffè e ristoranti all'aperto.